# Pomniki i tablice pamiątkowe po katastrofie polskiego Tu-154 w Smoleńsku (2010–2011)

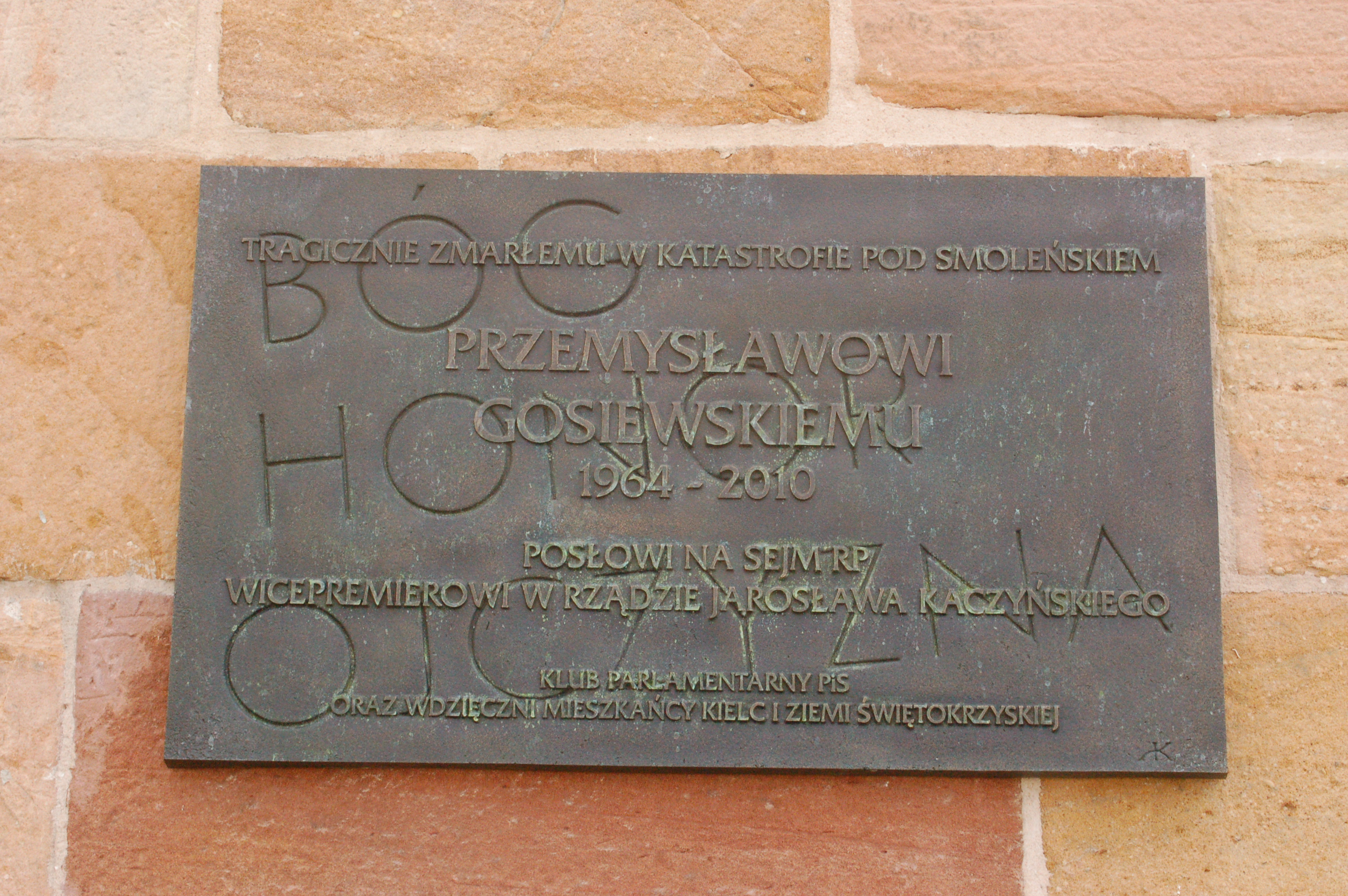
Tablica pamiątkowa na bazylice katedralnej Wniebowzięcia NMP w Kielcach, poświęcona Przemysławowi Gosiewskiemu (11 czerwca 2010)

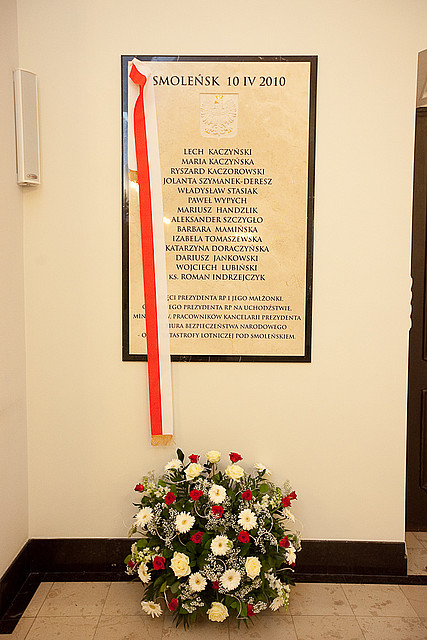
Tablica pamiątkowa w kaplicy Pałacu Prezydenckiego w Warszawie, poświęcona ofiarom związanym z Kancelarią Prezydenta RP i Biurem Bezpieczeństwa Narodowego (7 września 2010)

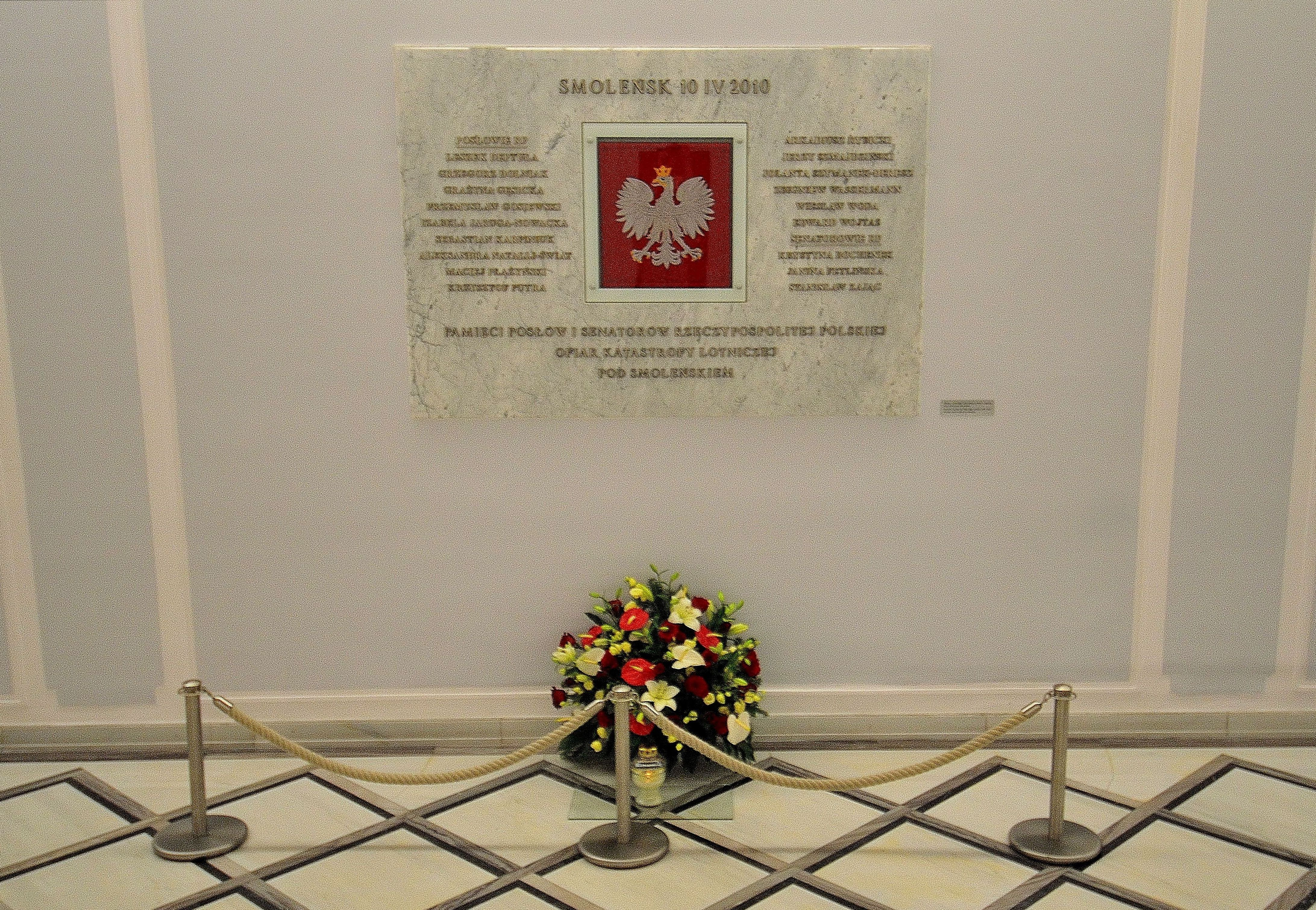
Tablica upamiętniająca 18 parlamentarzystów – ofiar katastrofy w holu głównym Sejmu (20 października 2010)

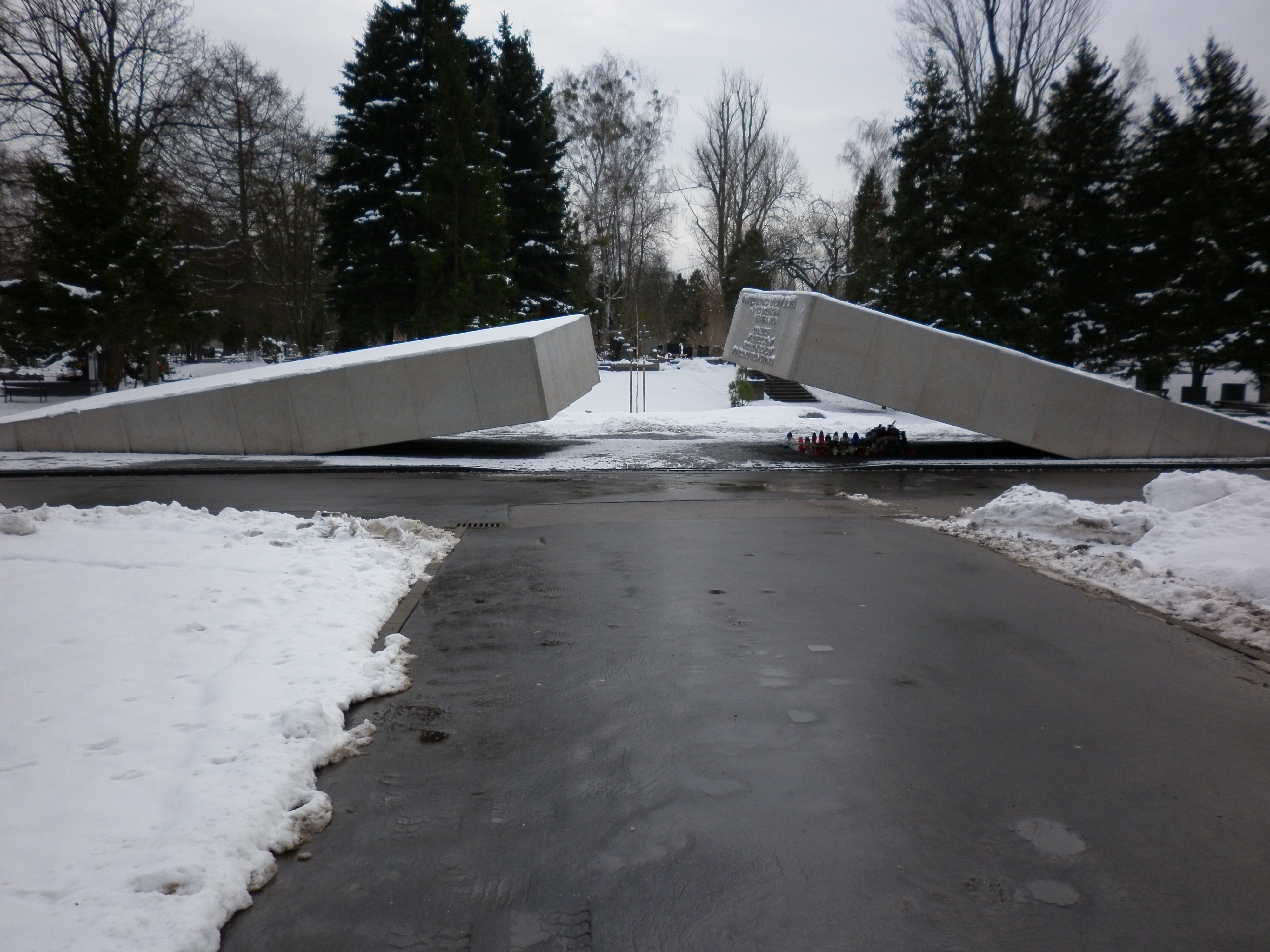
Pomnik ofiar katastrofy smoleńskiej na Cmentarzu Wojskowym na Powązkach w Warszawie (10 listopada 2010)

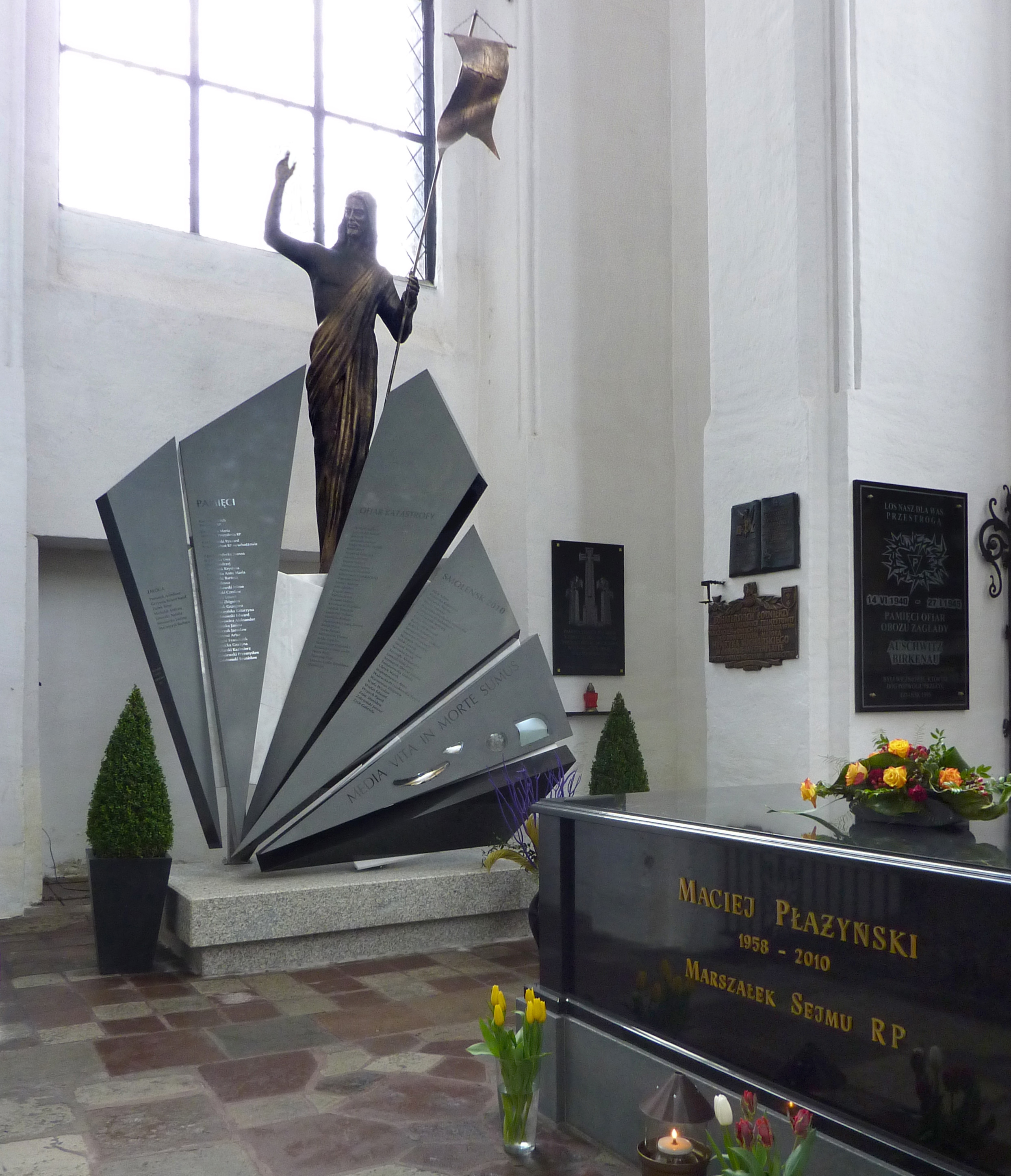
Pomnik w bazylice Mariackiej w Gdańsku (13 listopada 2010)

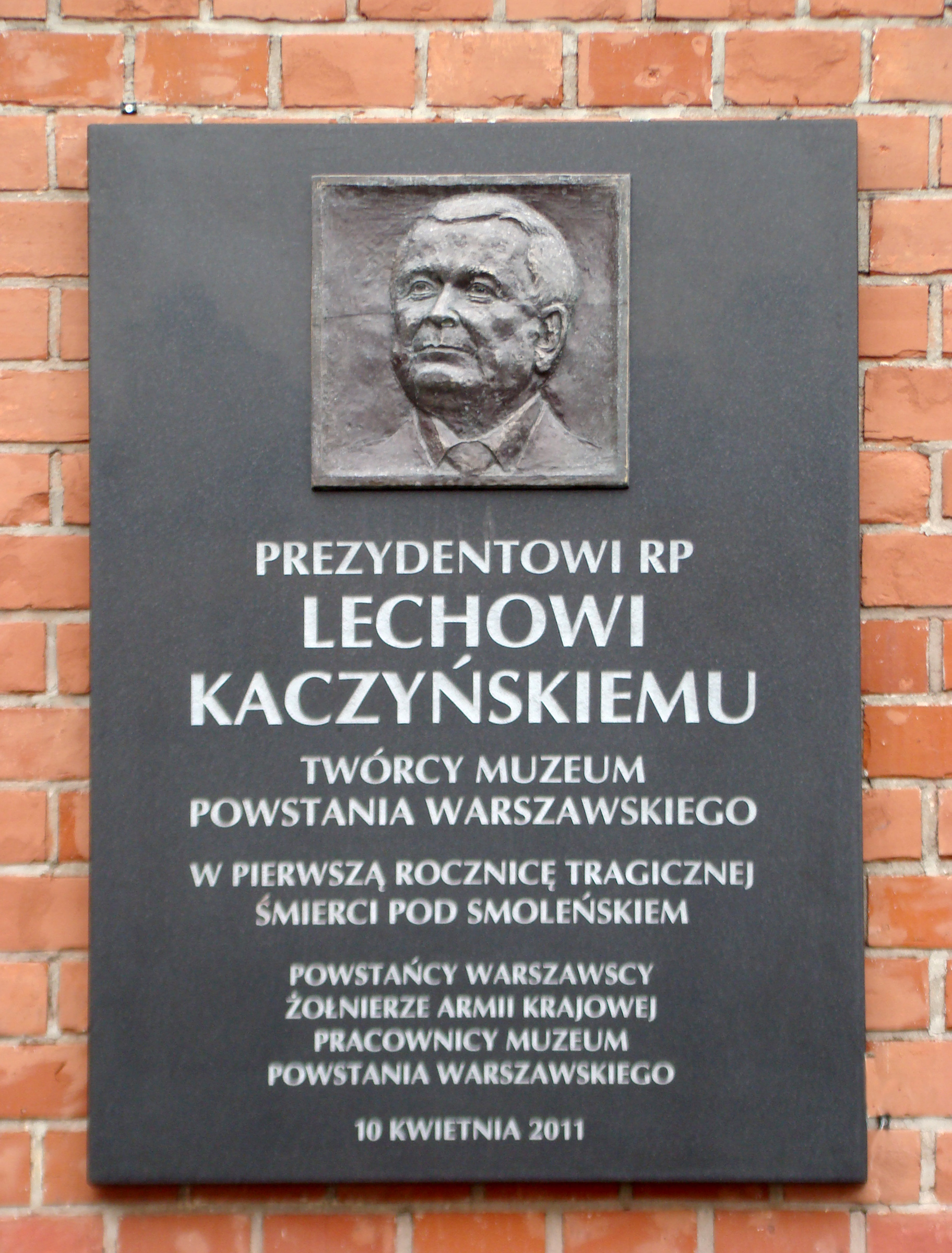
Tablica pamiątkowa w Muzeum Powstania Warszawskiego, poświęcona Lechowi Kaczyńskiemu (8 kwietnia 2011)

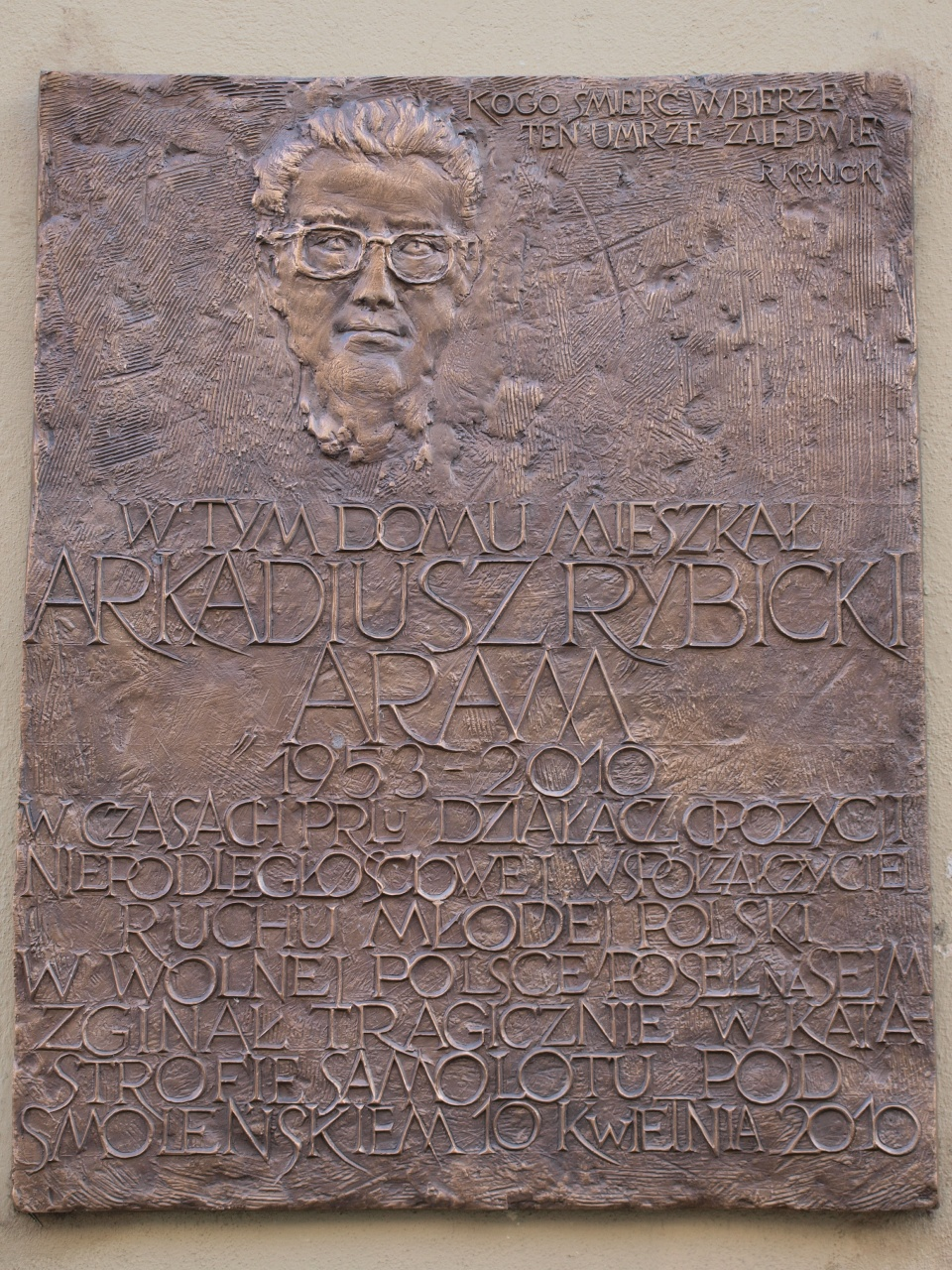
Tablica pamiątkowa na fasadzie budynku przy ul. Sienkiewicza 10 w Gdańsku-Wrzeszczu, upamiętniająca Arkadiusza Rybickiego (8 kwietnia 2011)

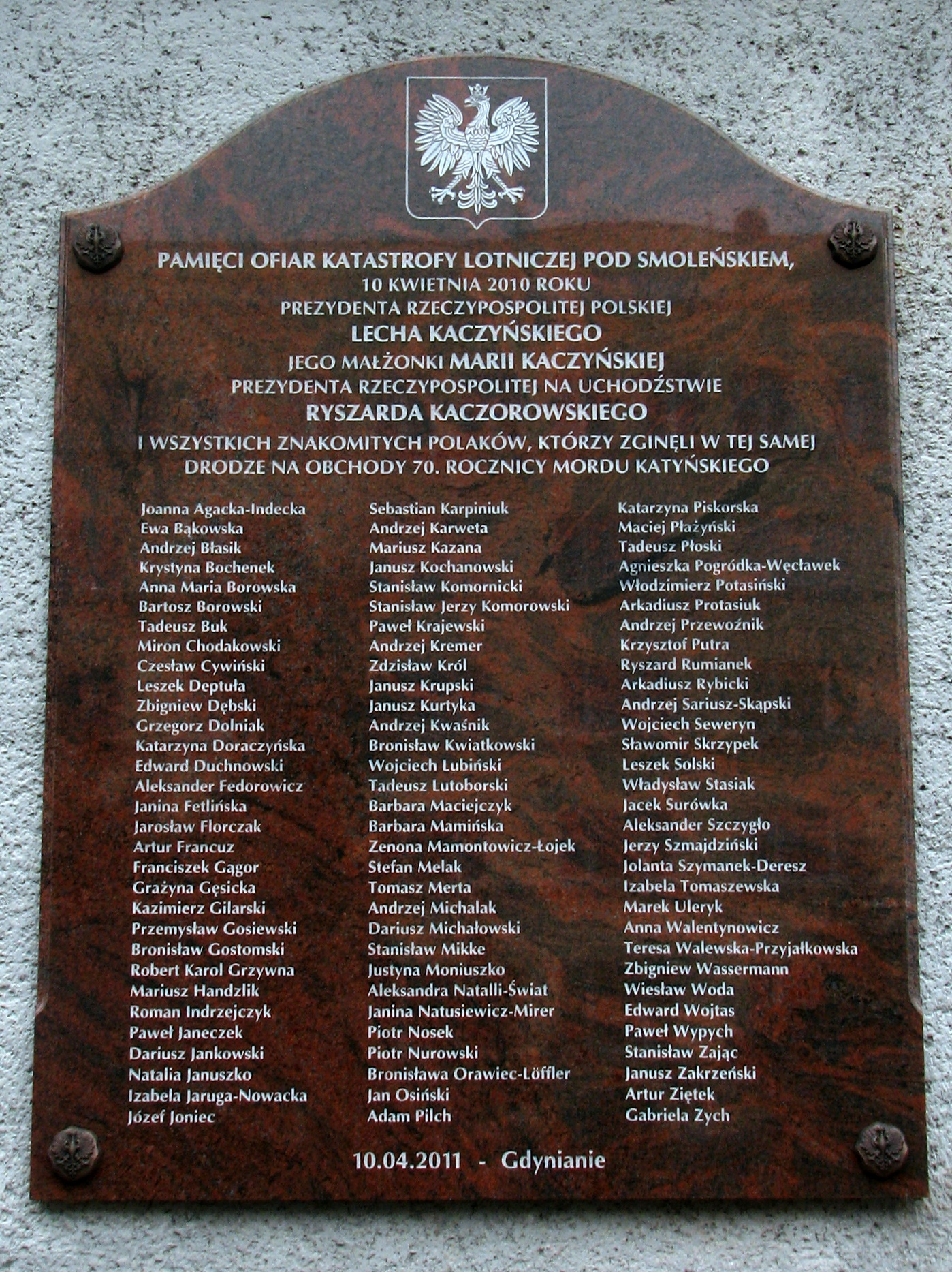
Tablica pamiątkowa przy kolegiacie gdyńskiej (10 kwietnia 2011)

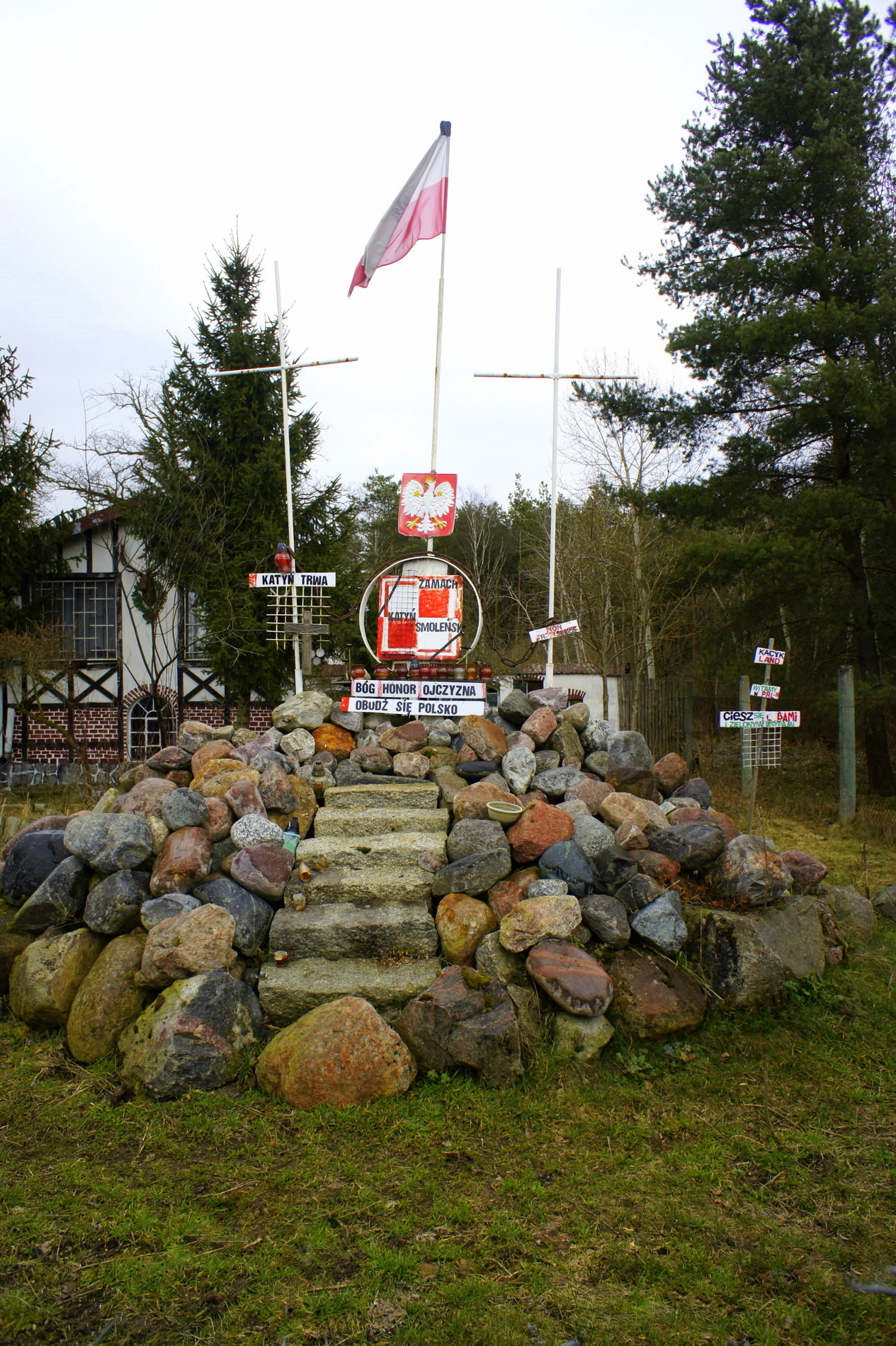
Indywidualne upamiętnienie katastrofy na terenie własnej nieruchomości (wieś Dobrojewo (województwo lubuskie))

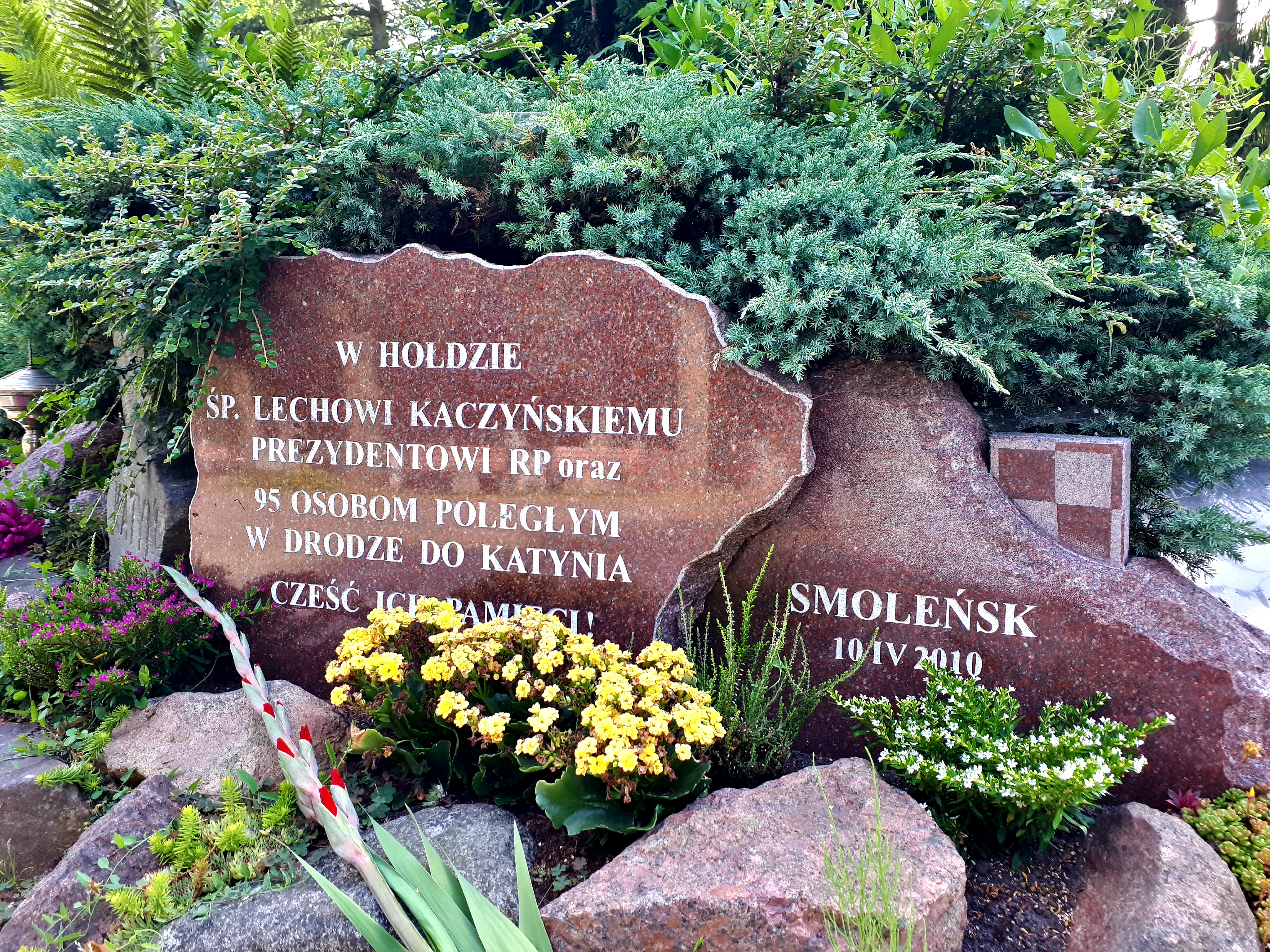
Tablica pamiątkowa na Cmentarzu komunalnym „Agrykola” w Elblągu

Niniejszy artykuł zawiera listę i opisy pomników i tablic pamiątkowych poświęconych ofiarom katastrofy polskiego Tu-154M w Smoleńsku odsłoniętych w latach 2010 i 2011. Upamiętnienie ofiar katastrofy w Smoleńsku miało charakter zbiorowy bądź indywidualny; poświęcone im pomniki powstały w wielu miejscach Polski (np. pomnik ofiar katastrofy smoleńskiej na Cmentarzu Wojskowym na Powązkach w Warszawie) i poza jej granicami (np. Pomnik Męczenników Katynia w Tatabánya). Niektóre źródła podają, że do listopada 2011 roku w Polsce i na świecie powstało ok. 400 miejsc upamiętnienia ofiar katastrofy.

## Pomniki i tablice pamiątkowe na terenie Polski
Na terenie Polski powstały m.in. następujące pomniki i tablice pamiątkowe:

### 2010 rok
kwiecień 2010
- 12 kwietnia 2010: tablica pamiątkowa na Cmentarzu Komunalnym w Malborku, upamiętniająca ofiary zbrodni katyńskiej i katastrofy w Smoleńsku[2]
- 13 kwietnia 2010: tablica pamiątkowa na placu między Galerią Jurajską i Wartą a trasą DK1 w Częstochowie, upamiętniająca ofiary zbrodni katyńskiej oraz Lecha Kaczyńskiego i Ryszarda Kaczorowskiego[3]
- 13 kwietnia 2010: tablica pamiątkowa na Skwerze Ofiar Katynia w Chmielniku, upamiętniająca ofiary katastrofy[4]
- 16 kwietnia 2010: tablica pamiątkowa przed budynkiem gminy w Rzeczenicy w hołdzie Prezydentowi RP i rodakom – patriotom, którzy zginęli w katastrofie[5]
- 18 kwietnia 2010: pomnik przy kościele pw Matki Boskiej Królowej Polski w Jabłonnie, upamiętniający ofiary zbrodni katyńskiej i katastrofy w Smoleńsku[6]
- 20 kwietnia 2010: tablica pamiątkowa w parku Słowackiego w Bielsku-Białej, upamiętniająca ofiary zbrodni katyńskiej i katastrofy w Smoleńsku[7]; we wrześniu 2010 roku tablica ta została zniszczona przez nieznanych sprawców, odrestaurowana i ponownie odsłonięta 29 października 2010 roku przy I Liceum Ogólnokształcącym im. Mikołaja Kopernika w Bielsku-Białej[8]
- 20 kwietnia 2010: tablica pamiątkowa w siedzibie Sztabu Generalnego Wojska Polskiego w Warszawie, upamiętniająca gen. Franciszka Gągora[9]
- 23 kwietnia 2010: z inicjatywy Lasów Państwowych na Cmentarzu Poległych w Bitwie Warszawskiej w Ossowie posadzono 96 Dębów Pamięci upamiętniających ofiary katastrofy lotniczej w Smoleńsku[10]. W 2012 to miejsce zostało nazwane Panteon Bohaterów Sanktuarium Narodowym w Ossowie[11]
- 30 kwietnia 2010: tablica pamiątkowa w Szkole Podstawowej nr 4 im. gen. Mieczysława Smorawińskiego w Turku, poświęcona Ewie Bąkowskiej[12]

maj 2010
- 2 maja 2010: tablica pamiątkowa na budynku Urzędu Miasta przy ul. Staszica w Krośnie, poświęcona Ryszardowi Kaczorowskiemu[13]
- 3 maja 2010: tablica ofiar Katynia i katastrofy w Smoleńsku przy kościele Matki Bożej Różańcowej w Zgierzu[14]
- 3 maja 2010: tablica pamiątkowa pod Pomnikiem Losów Ojczyzny w Dzierżoniowie, upamiętniająca ofiary katastrofy[15]
- 3 maja 2010: tablica pamiątkowa przed budynkiem głównym Muzeum w Chrzanowie, upamiętniająca ofiary katastrofy[16]
- 7 maja 2010: pomnik na lotnisku Kętrzyn-Wilamowo w Kętrzynie, upamiętniający ofiary katastrofy[17]
- 7 maja 2010: tablica pamiątkowa na Cmentarzu Wojskowym w Lublińcu, upamiętniająca ofiary zbrodni katyńskiej i katastrofy w Smoleńsku[18]
- 8 maja 2010: pomnik w Wąsoszu, upamiętniający ofiary katastrofy[19]
- 9 maja 2010: tablica pamiątkowa na tzw. Górce Katyńskiej w Puławach, upamiętniająca ofiary katastrofy[20]
- 9 maja 2010: tablica pamiątkowa w Żninie, upamiętniająca ofiary katastrofy[21]
- 10 maja 2010: tablica pamiątkowa przy Wojskowej Specjalistycznej Przychodni Lekarskiej na Oksywiu, upamiętniająca kontradm. dr. med. Leona Moszczeńskiego i kmdr. por. dr. med. Zygmunta Szymkiewicza, zamordowanych w Katyniu, oraz adm. floty Andrzeja Karwetę i gen. bryg. dr. med. Wojciecha Lubińskiego, którzy zginęli w Smoleńsku[22]
- 14 maja 2010: Pomnik Lecha Kaczyńskiego w Skórczu
- 15 maja 2010: pomnik na cmentarzu w Chmielniku, upamiętniający Janusza Zakrzeńskiego[23]
- 16 maja 2010: tablica pamiątkowa w kościele św. Maksymiliana w Olkuszu, upamiętniająca ofiary katastrofy[24]
- 25 maja 2010: tablica przy pomniku „Golgota Wschodu” w Jaśle, upamiętniająca Lecha Kaczyńskiego, Marię Kaczyńską, Stanisława Zająca i pozostałe ofiary katastrofy[25]
- 30 maja 2010: tablica pamiątkowa w Skomlinie, poświęcona Lechowi Kaczyńskiemu, Marii Kaczyńskiej i pozostałym ofiarom katastrofy[26]

czerwiec 2010
- 1 czerwca 2010: tablica pamiątkowa przed Salą Tradycji Dowództwa Sił Powietrznych RP w Warszawie, upamiętniająca gen. Andrzeja Błasika i członków załogi polskiego samolotu Tu-154M[27]
- 3 czerwca 2010: granitowa kapliczka u zbiegu ulic Orszady i Hlonda w Warszawie, na granicy dzielnic Wilanów i Ursynów, upamiętniająca ofiary zbrodni katyńskiej i katastrofy w Smoleńsku[28]
- 10 czerwca 2010: tablica pamiątkowa w podziemiach bazyliki katedralnej Trójcy Przenajświętszej w Drohiczynie, upamiętniająca ofiary katastrofy[29]
- 11 czerwca 2010: tablica pamiątkowa na bazylice katedralnej Wniebowzięcia Najświętszej Maryi Panny w Kielcach, upamiętniająca Przemysława Gosiewskiego[30]
- 18 czerwca 2010: tablica pamiątkowa przed budynkiem Starostwa Powiatowego w Nidzicy, upamiętniająca Lecha Kaczyńskiego, Marię Kaczyńską, Aleksandra Szczygłę i pozostałe ofiary katastrofy[31]
- 28 czerwca 2010: tablica pamiątkowa przy stadionie klubu sportowego Śląsk Wrocław, poświęcona Jerzemu Szmajdzińskiemu[32]
- 28 czerwca 2010: tablica pamiątkowa na placu Solnym we Wrocławiu, poświęcona Aleksandrze Natalli-Świat[32]
- 28 czerwca 2010: tablica pamiątkowa przy wejściu do Instytutu Historii Uniwersytetu Wrocławskiego, upamiętniająca Władysława Stasiaka[32]

lipiec 2010
- 3 lipca 2010: tablica pamiątkowa w kształcie róży wiatrów w Ogólnopolskiej Alei Zasłużonych Ludzi Morza w Rewie, poświęcona adm. Andrzejowi Karwecie[33]

sierpień 2010
- 12 sierpnia 2010: tablica pamiątkowa na fasadzie Pałacu Prezydenckiego w Warszawie[34]
- 12 sierpnia 2010: tablica pamiątkowa w siedzibie Dowództwa Operacyjnego Sił Zbrojnych przy ul. Radiowej 2 w Warszawie, upamiętniająca gen. Bronisława Kwiatkowskiego[35]
- 13 sierpnia 2010: tablica pamiątkowa na Pałacu Konopków w Wieliczce, poświęcona Januszowi Kurtyce[36]
- 13 sierpnia 2010: tablice pamiątkowe w kościele garnizonowym św. Agnieszki w Krakowie, upamiętniające gen. Bronisława Kwiatkowskiego oraz gen. Włodzimierza Potasińskiego[37]
- 15 sierpnia 2010: tablica pamiątkowa w katedrze polowej Wojska Polskiego w Warszawie, upamiętniająca ofiary katastrofy[38]
- 22 sierpnia 2010: kamień katyński koło kaplicy na szczycie Gronia Jana Pawła II koło Leskowca w Beskidzie Andrychowskim, upamiętniający ofiary zbrodni katyńskiej i katastrofy w Smoleńsku[39]
- 28 sierpnia 2010: tablica pamiątkowa na kościele parafialnym w Turośli koło Pisza, upamiętniająca ofiary katastrofy[40]

wrzesień 2010
- 2 września 2010: tablica pamiątkowa na rynku w Rakoniewicach, upamiętniająca ofiary zbrodni katyńskiej i katastrofy w Smoleńsku[41]
- 7 września 2010: tablica pamiątkowa w kaplicy Pałacu Prezydenckiego w Warszawie, upamiętniająca ofiary katastrofy związane z Kancelarią Prezydenta RP i Biurem Bezpieczeństwa Narodowego: Lecha Kaczyńskiego, Marię Kaczyńską, Ryszarda Kaczorowskiego, Jolantę Szymanek-Deresz, Władysława Stasiaka, Pawła Wypycha, Mariusza Handzlika, Aleksandra Szczygłę, Barbarę Mamińską, Izabelę Tomaszewską, Katarzynę Doraczyńską, Dariusza Jankowskiego, Wojciecha Lubińskiego i ks. Romana Indrzejczyka[42]
- 10 września 2010: tablica pamiątkowa na ścianie kolumbarium przy Alei Zasłużonych na cmentarzu przy ul. Lipowej w Lublinie, poświęcona Edwardowi Wojtasowi[43]
- 10 września 2010: tablica w przedsionku krypty pod Wieżą Srebrnych Dzwonów na Wawelu w Krakowie, upamiętniająca ofiary katastrofy[44]
- 10 września 2010: dwie tablice pod Pomnikiem Nieznanego Sybiraka w Białymstoku, upamiętniające Ryszarda Kaczorowskiego i Edwarda Duchnowskiego[45]
- 14 września 2010: tablica pamiątkowa na terenie Fortu II Twierdzy Łomża w Piątnicy Poduchownej, poświęcona ofiarom zbrodni katyńskiej i katastrofy w Smoleńsku[46]
- 16 września 2010: tablica pamiątkowa w Juchnowcu Kościelnym, poświęcona Andrzejowi Przewoźnikowi[47]
- 17 września 2010: pomnik „Ocalić od zapomnienia” na skwerze ks. prałata Zbigniewa Kutzana w Głogowie, upamiętniający ofiary zbrodni katyńskiej i katastrofy w Smoleńsku[48]
- 17 września 2010: tablica w Ołtarzu Ojczyzny kościoła św. Jana w Stargardzie Szczecińskim, upamiętniająca ofiary katastrofy[49]
- 17 września 2010: pomnik przy tzw. krzyżu katyńskim na cmentarzu św. Rocha w Łukowie, upamiętniający ofiary katastrofy[50]
- 17 września 2010: Krzyż Katyński przy kościele św. Jakuba i Anny w Przasnyszu z tablicą upamiętniającą ofiary katastrofy[51]
- 18 września 2010: tablica pamiątkowa poświęcona Ryszardowi Kaczorowskiemu na budynku w Al. Niepodległości 163 w Warszawie[52]

październik 2010
- 3 października 2010: tablica pamiątkowa w kościele w Michowie, poświęcona ks. płk. Janowi Osińskiemu[53]
- 8 października 2010: tablica pamiątkowa na elewacji siedziby Instytutu Pamięci Narodowej przy ul. Towarowej 28 w Warszawie, upamiętniająca Janusza Kurtykę[54]
- 8 października 2010: tablica pamiątkowa na skwerze im. Olimpijczyków i Sław Sportu Ziemi Raciborskiej w Raciborzu, upamiętniająca Piotra Nurowskiego i pozostałe ofiary katastrofy[55]
- 10 października 2010: tablica pamiątkowa na fasadzie kościoła garnizonowego pw. Matki Boskiej Ostrobramskiej w warszawskiej dzielnicy Bemowo, upamiętniająca ofiary katastrofy, w tym osoby związane z Bemowem: bp. Tadeusza Płoskiego, ks. Jana Osińskiego, gen. Franciszka Gągora, gen. Bronisława Kwiatkowskiego, gen. Kazimierza Gilarskiego, Grażynę Gęsicką, Andrzeja Przewoźnika i Sławomira Skrzypka[56]
- 10 października 2010: tablica przy kościele św. Stanisława Kostki w Płocku, upamiętniająca ofiary katastrofy[57]
- 13 października 2010: tablica pamiątkowa na gmachu Ministerstwa Pracy i Polityki Społecznej w Warszawie, poświęcona Izabeli Jarudze-Nowackiej[58]
- 16 października 2010: tablica pamiątkowa w Wyższej Szkole Kultury Społecznej i Medialnej w Toruniu, upamiętniająca ofiary katastrofy[59]
- 18 października 2010: pomnik na skwerze przy zbiegu ul. Warszawskiej i Bankowej w Mińsku Mazowieckim, upamiętniający ofiary katastrofy[60]
- 18 października 2010: tablica pamiątkowa w siedzibie Stowarzyszenia „Wspólnota Polska”, poświęcona Maciejowi Płażyńskiemu[61]
- 20 października 2010: tablica pamiątkowa w gmachu Sejmu w Warszawie, poświęcona Maciejowi Płażyńskiemu[62]
- 20 października 2010: tablica w gmachu Sejmu w Warszawie, upamiętniająca 18 parlamentarzystów, którzy zginęli w katastrofie. Osoby upamiętnione na tej tablicy to: Krystyna Bochenek, Leszek Deptuła, Grzegorz Dolniak, Janina Fetlińska, Grażyna Gęsicka, Przemysław Gosiewski, Izabela Jaruga-Nowacka, Sebastian Karpiniuk, Aleksandra Natalli-Świat, Maciej Płażyński, Krzysztof Putra, Arkadiusz Rybicki, Jerzy Szmajdziński, Jolanta Szymanek-Deresz, Zbigniew Wassermann, Wiesław Woda, Edward Wojtas, Stanisław Zając[62]
- 28 października 2010: tablica pamiątkowa na skwerku im. Lecha Kaczyńskiego w Ostrołęce, upamiętniająca Lecha Kaczyńskiego i pozostałe ofiary katastrofy[63]
- 28 października 2010: popiersie bp. Tadeusza Płoskiego w katedrze polowej Wojska Polskiego w Warszawie[64]
- 30 października 2010: tablica pamiątkowa na budynku przy ul. Polskiej Organizacji Wojskowej 3 w Częstochowie, poświęcona Januszowi Kochanowskiemu[65]
- 30 października 2010: tablica pamiątkowa na cmentarzu w Grodzisku Mazowieckim, upamiętniająca Janusza Krupskiego, kpt. Arkadiusza Protasiuka, ks. Romana Indrzejczyka i ks. Zdzisława Króla[66]

listopad 2010
- 7 listopada 2010: tablica pamiątkowa przed budynkiem Starostwa Powiatowego w Rykach, upamiętniająca ofiary katastrofy[67]
- 9 listopada 2010: tablica pamiątkowa w Solcu nad Wisłą, upamiętniająca ofiary katastrofy[68]
- 10 listopada 2010: Pomnik ofiar katastrofy smoleńskiej na Cmentarzu Wojskowym na Powązkach w Warszawie
- 10 listopada 2010: tablica pamiątkowa na frontonie gmachu Ministerstwa Obrony Narodowej przy ul. Klonowej 1 w Warszawie, upamiętniająca ok. 30 ofiar katastrofy związanych z wojskiem, w tym Lecha Kaczyńskiego, Marię Kaczyńską, Ryszarda Kaczorowskiego, Aleksandra Szczygłę, Stanisława Jerzego Komorowskiego, gen. Franciszka Gągora, gen. Bronisława Kwiatkowskiego, gen. Tadeusza Buka, gen. Włodzimierza Potasińskiego, gen. Andrzeja Błasika, adm. Andrzeja Karwetę, gen. Kazimierza Gilarskiego, przedstawicieli wojskowego duszpasterstwa oraz członków załogi samolotu Tu-154M[69]
- 10 listopada 2010: pomnik przy sanktuarium Miłosierdzia Bożego w Łomży, upamiętniający ofiary katastrofy[70]
- 10 listopada 2010: kamień pamiątkowy przed pomnikiem Golgota Wschodu na Cmentarzu Komunalnym w Chojnowie, upamiętniający ofiary katastrofy[71]
- 10 listopada 2010: tablica pamiątkowa w kościele Najświętszego Serca Pana Jezusa w Bielsku-Białej, upamiętniająca Lecha Kaczyńskiego i pozostałe ofiary katastrofy[72]
- 10 listopada 2010: tablica pamiątkowa na półpiętrze w budynku Urzędu Miasta przy ul. Śląskiej w Częstochowie, poświęcona Ryszardowi Kaczorowskiemu[73]
- 10 listopada 2010: tablica pamiątkowa w kościele Zesłania Ducha Świętego w Starej Iwicznej, poświęcona ks. Andrzejowi Kwaśnikowi[74]
- 11 listopada 2010: dwie tablice pamiątkowe poświęcone Edwardowi Wojtasowi: przed Urzędem Gminy w Siedliszczu oraz przy zbiorniku wodnym im. Edwarda Wojtasa w Majdanie Zahorodyńskim[75]
- 11 listopada 2010: tablica pamiątkowa w Czeladzi, poświęcona gen. Włodzimierzowi Potasińskiemu[76]
- 12 listopada 2010: tablica pamiątkowa na wiadukcie 800-lecia Tczewa im. Macieja Płażyńskiego[77]
- 13 listopada 2010: pomnik ofiar katastrofy smoleńskiej w kaplicy św. Doroty bazyliki Mariackiej w Gdańsku[78]
- 16 listopada 2010: tablice pamiątkowe przy Starym Rynku 27 w Płocku oraz przy ul. Wyzwolenia 31 w Żurominie, upamiętniające Jolantę Szymanek-Deresz[79]
- 24 listopada 2010: tablica pamiątkowa w „Galerii u Dyplomatów” w Protokole Dyplomatycznym MSZ, upamiętniająca Mariusza Kazanę[80]
- 28 listopada 2010: pomnik adm. Andrzeja Karwety na Cmentarzu Marynarki Wojennej w Gdyni-Oksywiu oraz poświęcona mu tablica pamiątkowa na frontonie Dowództwa Marynarki Wojennej w Gdyni[81]
- 28 listopada 2010: głaz pamięci ks. Wacława Karłowicza oraz Stefana Melaka w Alei Chwały Pomnika Bitwy pod Olszynką Grochowską przy ul. Traczy w dzielnicy Rembertów w Warszawie[82]
- 28 listopada 2010: tablica pamiątkowa w kościele św. Apostołów Piotra i Pawła w Pniewie, upamiętniająca ks. Zdzisława Króla[83]

grudzień 2010
- 10 grudnia 2010: tablica pamiątkowa przy ul. Brackiej w Krakowie, upamiętniająca Zbigniewa Wassermanna[84]

### 2011 rok
styczeń 2011
- 6 stycznia 2011: tablica pamiątkowa w auli Małopolskiego Urzędu Wojewódzkiego w Tarnowie, poświęcona Wiesławowi Wodzie[85].
- 16 stycznia 2011: pomnik-tablica ku czci ofiar katastrofy przy kościele św. Rocha w Białymstoku[86]

luty 2011
- 18 lutego 2011: tablica pamiątkowa w kościele Przemienienia Pańskiego w Pruszkowie, upamiętniająca ks. Romana Indrzejczyka[87]
- 27 lutego 2011: tablica pamiątkowa w bazylice Nawiedzenia Najświętszej Maryi Panny w Tuchowie, odsłonięta w rocznicę wizyty prezydenta RP Lecha Kaczyńskiego, upamiętniająca Lecha Kaczyńskiego, Marię Kaczyńską, Wiesława Wodę, Janusza Kurtykę, Wojciecha Seweryna i mjr. Arkadiusza Protasiuka[88]

marzec 2011
- 13 marca 2011: tablica pamiątkowa w kościele Świętego Maksymiliana Kolbego w Darłowie, poświęcona Przemysławowi Gosiewskiemu[89]
- 24 marca 2011: popiersie gen. Bronisława Kwiatkowskiego w Dowództwie Operacyjnym Sił Zbrojnych RP[90]

kwiecień 2011
- 1 kwietnia 2011: tablica pamiątkowa w kościele Najświętszego Serca Pana Jezusa przy ul. Chodkiewicza w Gorzowie Wielkopolskim, upamiętniająca Annę Marię Borowską i Bartosza Borowskiego[91]
- 2 kwietnia 2011: tablica pamiątkowa na Wydziale Ochrony Zdrowia Państwowej Wyższej Szkoły Zawodowej w Ciechanowie, poświęcona Janinie Fetlińskiej[92]
- 3 kwietnia 2011: tablica pamiątkowa w katedrze w Kwidzynie, poświęcona Lechowi Kaczyńskiemu i Marii Kaczyńskiej[93]
- 3 kwietnia 2011: tablica pamiątkowa w kościele pw. Chrystusa Króla i bł. Alicji Kotowskiej w Wejherowie, upamiętniająca ofiary katastrofy[94]
- 3 kwietnia 2011: tablica pamiątkowa w nawie bocznej kościoła ewangelickiego Wniebowstąpienia Pańskiego w Warszawie, upamiętniająca ks. Adama Pilcha[95]
- 3 kwietnia 2011: tablica pamiątkowa w sanktuarium Matki Bożej Nauczycielki Młodzieży na Siekierkach w Warszawie, upamiętniająca o. Józefa Jońca[96]
- 3 kwietnia 2011: tablica pamiątkowa na murze kościoła św. Marcina w Busko-Zdroju, upamiętniająca ofiary zbrodni katyńskiej i katastrofy w Smoleńsku[97]
- 3 kwietnia 2011: tablica pamiątkowa w Wyższym Metropolitalnym Seminarium Duchownym w Warszawie, poświęcona ks. Ryszardowi Rumiankowi[98]
- 6 kwietnia 2011: tablica pamiątkowa w kościele św. Bernarda w Sopocie, poświęcona Lechowi Kaczyńskiemu i Marii Kaczyńskiej[99]
- 7 kwietnia 2011: tablica pamiątkowa na frontonie Klubu Wojskowej Akademii Technicznej w Warszawie, poświęcona bp. Tadeuszowi Płoskiemu[100]
- 7 kwietnia 2011: tablica pamiątkowa w gmachu Urzędu Marszałkowskiego województwa podkarpackiego w Rzeszowie, upamiętniająca Leszka Deptułę[101]
- 8 kwietnia 2011: tablica pamiątkowa w Muzeum Powstania Warszawskiego, poświęcona Lechowi Kaczyńskiemu[102]
- 8 kwietnia 2011: tablica pamiątkowa w kościele św. Kazimierza w Krakowie, upamiętniająca Janusza Kurtykę[103]
- 8 kwietnia 2011: tablica pamiątkowa przy wejściu do budynku Centrum Kultury i Sztuki w Tczewie, upamiętniająca Lecha Kaczyńskiego i pozostałe ofiary katastrofy[104]
- 8 kwietnia 2011: tablice pamiątkowe w VI Liceum Ogólnokształcącym im. Juliusza Słowackiego w Kielcach oraz na Cytadeli Warszawskiej, upamiętniające gen. broni Tadeusza Buka[105]
- 8 kwietnia 2011: tablica pamiątkowa na fasadzie budynku przy ul. Grunwaldzkiej 49 w Gdańsku-Wrzeszczu, poświęcona Annie Walentynowicz[106]
- 8 kwietnia 2011: tablica pamiątkowa na fasadzie budynku przy ul. Sienkiewicza 10 w Gdańsku-Wrzeszczu, upamiętniająca Arkadiusza Rybickiego[106]
- 8 kwietnia 2011: tablica pamiątkowa w Wojskowym Instytucie Medycznym w Warszawie, upamiętniająca Wojciecha Lubińskiego[107]
- 8 kwietnia 2011: tablica pamiątkowa w kościele Najświętszego Imienia Maryi w Kamesznicy w Beskidzie Żywieckim, upamiętniająca ofiary katastrofy[108]
- 8 kwietnia 2011: tablica pamiątkowa przed budynkiem Starostwa Powiatowego w Krośnie, upamiętniająca ofiary katastrofy[109]
- 8 kwietnia 2011: tablica pamiątkowa w kościele św. Kazimierza w Białymstoku, upamiętniająca Krzysztofa Putrę[110]
- 8 kwietnia 2011: tablica pamiątkowa w budynku Zespołu Szkół Ogólnokształcących nr 1 w Katowicach, upamiętniająca Krystynę Bochenek[111]
- 8 kwietnia 2011: tablica pamiątkowa w hallu budynku Urzędu Miejskiego w Czyżewie, upamiętniająca Lecha Kaczyńskiego[112]
- 9 kwietnia 2011: tablica pamiątkowa na pomniku poświęconym Pomordowanym w Katyniu na placu Katedralnym w Ełku, upamiętniająca ofiary katastrofy[113]
- 9 kwietnia 2011: tablica pamiątkowa w siedzibie Uniwersytetu Kardynała Stefana Wyszyńskiego w Warszawie, upamiętniająca ks. prof. Ryszarda Rumianka, Lecha Kaczyńskiego, bp. Tadeusza Płoskiego i ks. Jana Osińskiego[114]
- 9 kwietnia 2011: tablica pamiątkowa przy głównym wejściu do gmachu Komisji Województwa Sandomierskiego w Radomiu, upamiętniająca ofiary katastrofy[115]
- 9 kwietnia 2011: tablica pamiątkowa w kościele św. Jakuba Apostoła w Brzesku, upamiętniająca ofiary katastrofy[116]
- 9 kwietnia 2011: tablica pamiątkowa w kościele Parafii Niepokalanego Serca NPM w Łochowie, poświęcona Lechowi Kaczyńskiemu, Marii Kaczyńskiej i pozostałym ofiarom katastrofy[117]
- 9 kwietnia 2011: tablica pamiątkowa w kościele Przemienienia Pańskiego w Sanoku w Sanoku, upamiętniająca ofiary katastrofy[118]
- 10 kwietnia 2011: tablica pamiątkowa przy pomniku Ofiar Katynia i Sybiru w Poznaniu, upamiętniająca ofiary katastrofy[119]
- 10 kwietnia 2011: pomnik z tablicą pamiątkową w Parku Miejskim w Tarnowskich Górach, upamiętniający ofiary katastrofy[120]
- 10 kwietnia 2011: tablica pamiątkowa w sanktuarium św. Brunona w Giżycku, upamiętniająca ofiary katastrofy[121]
- 10 kwietnia 2011: tablica pamiątkowa w kaplicy Pałacu Prezydenckiego w Warszawie, poświęcona ks. Romanowi Indrzejczykowi[122]
- 10 kwietnia 2011: tablica pamiątkowa na ul. Szerokiej 80/81 w Gdańsku-Śródmieściu, upamiętniająca Macieja Płażyńskiego[123]
- 10 kwietnia 2011: tablica pamiątkowa przy kolegiacie gdyńskiej, upamiętniająca ofiary katastrofy[124]
- 10 kwietnia 2011: tablica pamiątkowa w archikatedrze w Szczecinie, upamiętniająca ofiary katastrofy[125]
- 10 kwietnia 2011: tablica pamiątkowa w katedrze w Rzeszowie, upamiętniająca ofiary katastrofy[126]
- 10 kwietnia 2011: kamień z tablicą pamiątkową w Tarnobrzegu, upamiętniający ofiary katastrofy[127]
- 10 kwietnia 2011: tablica pamiątkowa w bazylice katedralnej we Włocławku, upamiętniająca ofiary katastrofy[128]
- 10 kwietnia 2011: tablica pamiątkowa w katedrze w Legnicy, upamiętniająca ofiary katastrofy[129]
- 10 kwietnia 2011: tablica pamiątkowa w kościele parafii wojskowej św. Augustyna w Złocieńcu, upamiętniająca bp. Tadeusza Płoskiego i ks. Jana Osińskiego[130]
- 10 kwietnia 2011: tablica pamiątkowa obok pomnika Chrystusa Króla przy ul. Kaplicznej w Kościerzynie, upamiętniająca ofiary katastrofy[131]
- 10 kwietnia 2011: tablica pamiątkowa przy kościele kościołem Najświętszego Serca Pana Jezusa w Turku, upamiętniająca ofiary katastrofy[132]
- 10 kwietnia 2011: tablica pamiątkowa poświęcona gen. broni Tadeuszowi Bukowi na moście jego imienia na Pilicy w Spale[133]
- 10 kwietnia 2011: tablica pamiątkowa przy kościele św. Antoniego w Białej Podlaskiej, upamiętniająca ofiary katastrofy[134]
- 10 kwietnia 2011: tablica pamiątkowa w bazylice św. Antoniego w Rybniku, upamiętniająca ofiary katastrofy[135]
- 10 kwietnia 2011: tablica pamiątkowa przy kościele Ścięcia św. Jana Chrzciciela w Pleszewie, upamiętniająca Lecha Kaczyńskiego i pozostałe ofiary katastrofy[136]
- 10 kwietnia 2011: tablica pamiątkowa w Centrum Szkolenia Marynarki Wojennej w Ustki, poświęcona parze prezydenckiej i żołnierzom Wojska Polskiego, którzy zginęli w katastrofie[137]
- 10 kwietnia 2011: tablica pamiątkowa w parafii wojskowej w Lędowie koło Ustki, upamiętniająca Lecha Kaczyńskiego i Marię Kaczyńską[138]
- 10 kwietnia 2011: tablica pamiątkowa na Wydziale Filologii Polskiej Uniwersytetu Śląskiego w Katowicach, upamiętniająca Krystynę Bochenek[139]
- 10 kwietnia 2011: tablica pamiątkowa na Wzgórzu Zamkowym w Lubinie, upamiętniająca ofiary katastrofy[140]
- 10 kwietnia 2011: tablica pamiątkowa na cmentarzu przy alei Brzozowej w Świdnicy, upamiętniająca ofiary katastrofy[141]
- 10 kwietnia 2011: tablica pamiątkowa w tzw. Panteonie Pamięci w Starachowicach, upamiętniająca ofiary katastrofy[142]
- 10 kwietnia 2011: tablica pamiątkowa przed siedzibą SLD przy ul. Wojska Polskiego w Jeleniej Górze, upamiętniająca Jerzego Szmajdzińskiego[143]
- 10 kwietnia 2011: tablica pamiątkowa przy Krzyżu Katyńskim na Nowym Cmentarzu w Ozorkowie, upamiętniająca ofiary katastrofy[144]
- 10 kwietnia 2011: tablica pamiątkowa w kościele św. Rafała Kalinowskiego w Mrągowie, upamiętniająca ofiary katastrofy[145]
- 10 kwietnia 2011: tablica pamiątkowa w soborze Świętej Trójcy w Hajnówce, upamiętniająca abp. Mirona (Chodakowskiego)[146]
- 10 kwietnia 2011: pomnik na Cmentarzu Komunalnym w Zielonej Górze, upamiętniający ofiary katastrofy[147]
- 10 kwietnia 2011: pomnik na cmentarzu na Harendzie w Zakopanem, upamiętniający ofiary katastrofy[148]
- 10 kwietnia 2011: pomnik z tablicą pamiątkową przy ul. Grabinów w okolicach Karczówki w Kielcach, upamiętniający ofiary katastrofy[149]
- 10 kwietnia 2011: kamień z tablicą pamiątkową na placyku miejskim przy kościele Trójcy Przenajświętszej w Krasnymstawie, upamiętniający Lecha Kaczyńskiego, Marię Kaczyńską i pozostałe ofiary katastrofy[150]
- 10 kwietnia 2011: pomnik koło kolegiaty Wszystkich Świętych w Sieradzu, upamiętniający ofiary katastrofy[151]
- 10 kwietnia 2011: pomnik w Wąsewie, upamiętniający ofiary zbrodni katyńskiej i katastrofy w Smoleńsku[152]
- 10 kwietnia 2011: tablica pamiątkowa w Błaszkach, upamiętniająca ofiary katastrofy[153]
- 10 kwietnia 2011: tablica pamiątkowa w kaplicy Parafii Wojskowej pw. bł. ks. kmdr. ppor. Władysława Miegonia przy 8 Flotylli Obrony Wybrzeża w Świnoujściu, poświęcona adm. Andrzejowi Karwecie i bp. Tadeuszowi Płoskiemu[154]
- 10 kwietnia 2011: tablica pamiątkowa przy Zespole Szkół nr 6 w Białymstoku, poświęcona Justynie Moniuszko[155]
- 11 kwietnia 2011: tablica pamiątkowa na pomniku katyńskim na placu Kościoła Chrystusa Króla w Jarosławiu, upamiętniająca ofiary katastrofy[156]
- 11 kwietnia 2011: tablica pamiątkowa koło Pomnika Sybiraków w Sokółce, upamiętniająca ofiary katastrofy[157]
- 11 kwietnia 2011: tablica pamiątkowa na frontonie kolegiaty św. Bartłomieja w Opocznie, upamiętniająca ofiary katastrofy[158]
- 13 kwietnia 2011: tablica pamiątkowa w kościele Świętego Maksymiliana Kolbego w Darłowie, upamiętniająca Przemysława Gosiewskiego[159]
- 13 kwietnia 2011: tablica pamiątkowa w bazylice Świętego Krzyża w Warszawie, upamiętniająca Stefana Melaka[160]
- 14 kwietnia 2011: pomnik na terenie Państwowej Wyższej Szkoły Wschodnioeuropejskiej w Przemyślu, upamiętniający oficerów Wojska Polskiego zamordowanych w Katyniu oraz ofiary katastrofy smoleńskiej, w szczególności Lecha Kaczyńskiego i Janusza Kurtykę[161]
- 15 kwietnia 2011: pomnik gen. broni Tadeusza Buka na placu przed siedzibą 34 Brygady Kawalerii Pancernej w Żaganiu[162]
- 15 kwietnia 2011: tablica pamiątkowa w Jastrzębiu Zdroju, upamiętniająca ofiary katastrofy[163]
- 15 kwietnia 2011: tablica pamiątkowa w kościele Miłosierdzia Bożego w Bielsku Podlaskim, upamiętniająca ofiary zbrodni katyńskiej i katastrofy w Smoleńsku[164]
- 16 kwietnia 2011: tablica pamiątkowa na Cmentarzu Żołnierzy Poległych w Radzyminie w czasie wojny polsko-bolszewickiej, upamiętniająca ofiary katastrofy[165]
- 16 kwietnia 2011: dębowy krzyż i tablica pamiątkowa w Gostyninie, upamiętniające ofiary katastrofy[166]
- 17 kwietnia 2011: tablica pamiątkowa w ołtarzu polowym przy kościele św. Macieja w Andrychowie, upamiętniająca Lecha Kaczyńskiego, Marię Kaczyńską i pozostałe ofiary katastrofy[167]
- 17 kwietnia 2011: tablica pamiątkowa na cmentarzu komunalnym w Andrychowie, upamiętniająca Lecha Kaczyńskiego, Marię Kaczyńską i pozostałe ofiary katastrofy[168]
- 17 kwietnia 2011: tablica pamiątkowa w kościele „Gwiazda Morza” w Sopocie, upamiętniająca Leszka Solskiego[169]
- 17 kwietnia 2011: tablica pamiątkowa wraz z ziemią katyńską i smoleńską w kościele Przemienienia Pańskiego w Brzozowie, upamiętniająca ofiary katastrofy[170]
- 19 kwietnia 2011: pomnik w Szczytnie, upamiętniający ofiary katastrofy[171]
- 25 kwietnia 2011: tablica pamiątkowa w kościele Matki Bożej Bolesnej w Czeladzi-Piaskach, upamiętniająca Lecha Kaczyńskiego i pozostałe ofiary katastrofy[172]

maj 2011
- 8 maja 2011: pomnik Lecha Kaczyńskiego i Ryszarda Kaczorowskiego przy sanktuarium Matki Bożej Trzykroć Przedziwnej w Koszalinie[173]

czerwiec 2011
- 26 czerwca 2011: tablica pamiątkowa w Końskich, poświęcona Przemysławowi Gosiewskiemu[174]
- 30 czerwca 2011: tablica pamiątkowa na budynku przy ul. Mazowieckiej 35 w Białymstoku, poświęcona Ryszardowi Kaczorowskiemu[175]

lipiec 2011
- 29 lipca 2011: tablica pamiątkowa w kościele św. Augusta w Złocieńcu, poświęcona gen. Włodzimierzowi Potasińskiemu[176]

sierpień 2011
- 15 sierpnia 2011: pomnik na placu przy kościele pw. Wniebowzięcia Najświętszej Maryi Panny w Zduńskiej Woli, poświęcony Lechowi Kaczyńskiemu i Ryszardowi Kaczorowskiemu oraz pozostałym ofiarom katastrofy[177]

wrzesień 2011
- 9 września 2011: pomnik w Pobiedziskach, upamiętniający ofiary katastrofy[178]
- 24 września 2011: tablica pamiątkowa na cmentarzu w Sławnie, upamiętniająca ofiary katastrofy[179]

październik 2011
- 7 października 2011: tablica pamiątkowa, pomnik „Płockiej Niobe” i 96 Dębów Pamięci w Parku Pamięci „Katyń – Smoleńsk 2010” w Płocku, poświęcone ofiarom katastrofy[180]
- 11 października 2011: tablica pamiątkowa terenie Wojskowej Akademii Technicznej im. Jarosława Dąbrowskiego w Warszawie poświęcona gen. Franciszkowi Gągorowi[181]
- 25 października 2011: tablica pamiątkowa w siedzibie Sztabu Generalnego Wojska Polskiego, poświęcona gen. Franciszkowi Gągorowi[182]

listopad 2011
- 13 listopada 2011: pomnik przed kościołem Matki Bożej Częstochowskiej w Józefowie koło Warszawy, poświęcony ofiarom zbrodni katyńskiej i katastrofy w Smoleńsku[183]
- 18 listopada 2011: tablica pamiątkowa w Zespole Szkół nr 8 w Lublinie poświęcona Ryszardowi Kaczorowskiemu[184]

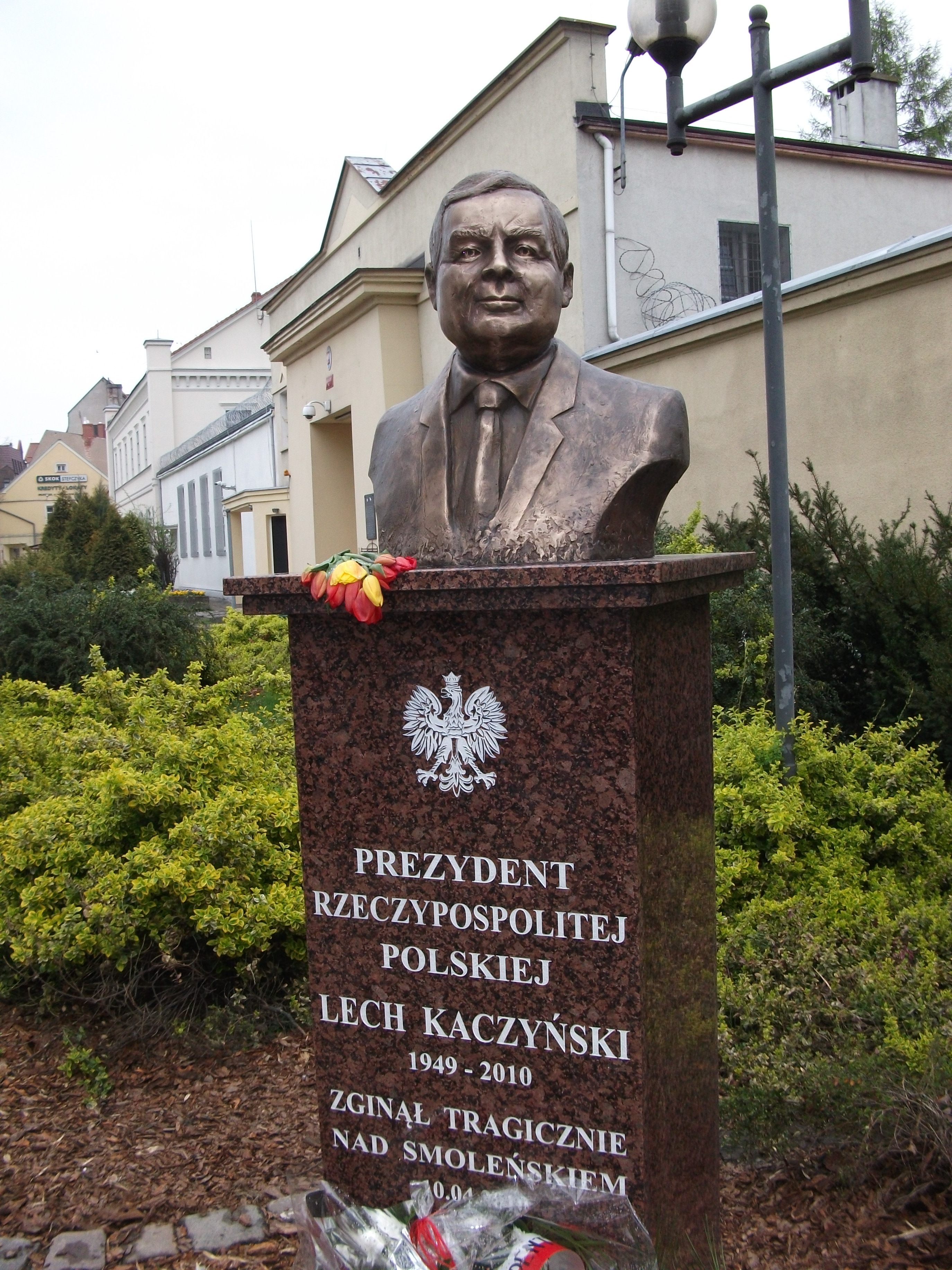
Popiersie Lecha Kaczyńskiego w Grudziądzu

## Pomniki i tablice pamiątkowe poza granicami Polski

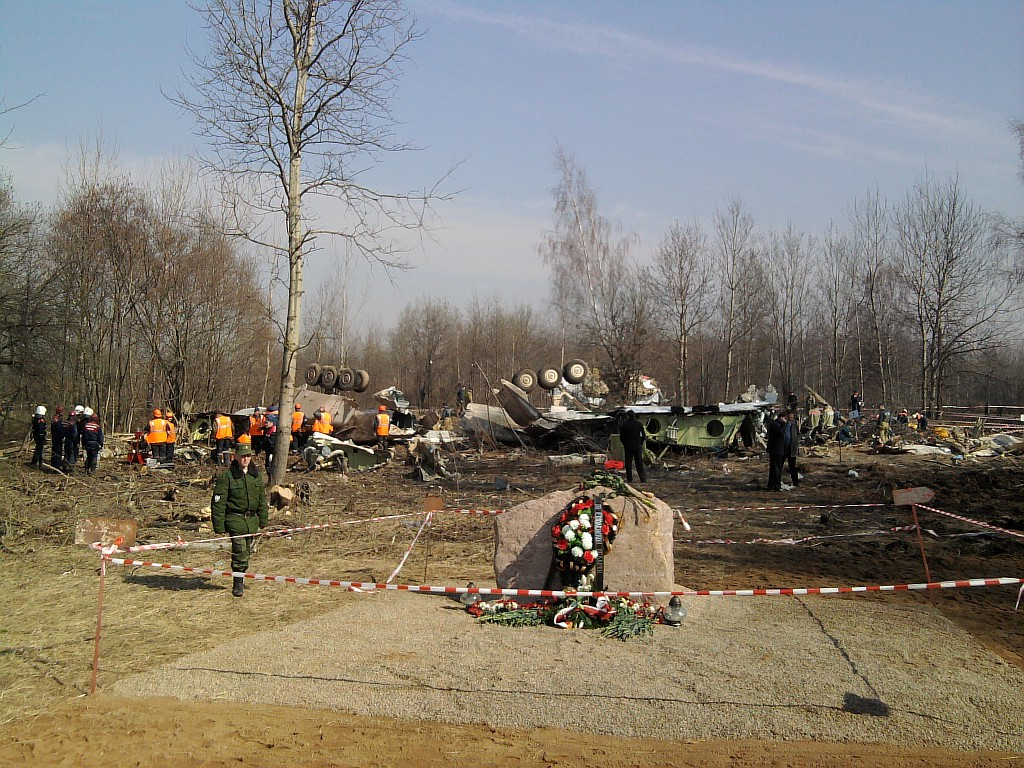
Kamień ustawiony na miejscu katastrofy tuż po 10 kwietnia 2010

Pomniki i tablice pamiątkowe powstały również poza granicami Polski:

### 2010 rok
- 26 kwietnia 2010: tablica pamiątkowa upamiętniająca Lecha Kaczyńskiego w parku Szpitala Sapiehy na Antokolu w Wilnie na Litwie[185]
- 27 maja 2010: tablica pamiątkowa upamiętniająca Lecha Kaczyńskiego w Odessie na Ukrainie[186]
- 1 sierpnia 2010: Pomnik Męczenników Katynia w Tatabánya na Węgrzech
- 15 sierpnia 2010: tablica pamiątkowa na terenie Ministerstwa Obrony Narodowej Islamskiej Republiki Afganistanu w Kabulu, upamiętniająca gen. Franciszka Gągora[187]
- 15 sierpnia 2010: tablica pamiątkowa w Dowództwie Misji Szkoleniowej NATO w Afganistanie, upamiętniająca gen. Tadeusza Buka[187]
- 31 sierpnia 2010: pomnik na terenie Polskiego Seminarium Świętych Cyryla i Metodego w Orchard Lake w stanie Michigan w USA, upamiętniający ofiary zbrodni katyńskiej, ofiary katastrofy w Smoleńsku i ks. prałata Zdzisława Peszkowskiego[188]
- 1 września 2010: tablica pamiątkowa poświęcona Andrzejowi Przewoźnikowi w Štúrovie na Słowacji[189]
- 8 września 2010: tablica pamiątkowa poświęcona gen. Andrzejowi Błasikowi na terenie amerykańskiej Bazy Lotniczej Ramstein w Niemczech[190]
- 3 października 2010: tablica pamiątkowa w kościele św. Krzyża w Tata na Węgrzech, poświęcona ofiarom zbrodni katyńskiej i katastrofy w Smoleńsku[191]
- 9 października 2010: tablica pamiątkowa w polskiej szkole w Pojana Mikuli na Bukowinie w Rumunii, poświęcona Krystynie Bochenek[192]

### 2011 rok
- 22 marca 2011: tablica pamiątkowa w Győr na Węgrzech, upamiętniająca Lecha Kaczyńskiego i pozostałe ofiary katastrofy[193]
- 28 marca 2011: tablica pamiątkowa w kościele polskim w Los Angeles w USA, upamiętniająca ofiary katastrofy[194]
- 3 kwietnia 2011: tablica pamiątkowa w kościele polskim Wniebowzięcia NMP w Paryżu we Francji, upamiętniająca Lecha Kaczyńskiego, Marię Kaczyńską i pozostałe ofiary katastrofy[195]
- 10 kwietnia 2011: dwie tablice pamiątkowe w kościele św. Andrzeja Boboli w Londynie w Wielkiej Brytanii, pierwsza upamiętniająca wszystkich prezydentów RP na Uchodźstwie, w tym Ryszarda Kaczorowskiego, a druga poświęcona ks. Bronisławowi Gostomskiemu[196]
- 10 kwietnia 2011: tablica pamiątkowa w Marayong na przedmieściu Sydney w Australii, upamiętniająca Lecha Kaczyńskiego, Ryszarda Kaczorowskiego i pozostałe ofiary katastrofy[197]
- 10 kwietnia 2011: tablica pamiątkowa na Pomniku Mściciela w Doylestown na cmentarzu w Narodowym Sanktuarium Matki Bożej Częstochowskiej w Doylestown w Pensylwanii w USA, upamiętniająca Lecha Kaczyńskiego, Marię Kaczyńską i pozostałe ofiary katastrofy[198]
- 10 kwietnia 2011: tablica pamiątkowa przy pomniku „Pamięci Ofiar niemieckiego faszyzmu z lat 1939–1945 i Ofiar komunizmu 1939–89” na cmentarzu Östrakyrkogarden w Malmö w Szwecji, upamiętniająca ofiary katastrofy[199]
- 10 kwietnia 2011: tablica pamiątkowa w budynku Stacji Naukowej Polskiej Akademii Nauk w Wiedniu w Austrii, upamiętniająca Ryszarda Kaczorowskiego[200]
- 10 kwietnia 2011: tablica pamiątkowa w Albrin Park w Winnipeg w prowincji Manitoba w Kanadzie, upamiętniająca ofiary katastrofy[201]
- 17 kwietnia 2011: tablica pamiątkowa na kościele św. Andrzeja Boboli w Winnipeg w prowincji Manitoba w Kanadzie, upamiętniająca Lecha Kaczyńskiego, Marię Kaczyńską i pozostałe ofiary katastrofy[202]
- 10 maja 2011: pomnik przed kościołem Polskiej Misji Katolickiej w Wiedniu w Austrii, upamiętniający ofiary zbrodni katyńskiej i katastrofy w Smoleńsku[203]
- 4 września 2011: tablica pamiątkowa w ogrodzie Domu Podhalan w Chicago w Stanach Zjednoczonych, upamiętniająca ofiary katastrofy[204]

### Tablica i pomnik na miejscu katastrofy
W Rosji w październiku 2010 roku władze obwodu smoleńskiego podjęły decyzję, aby 10 kwietnia 2011 roku, w pierwszą rocznicę katastrofy, w jej miejscu została ustawiona kamienna stela z tablicą informującą, iż zginęła tam polska delegacja państwowa z prezydentem RP Lechem Kaczyńskim. Przedstawiciele strony rosyjskiej zaproponowali stronie polskiej wspólne ogłoszenie międzynarodowego konkursu na upamiętnienie ofiar katastrofy. Początkowo nie otrzymali ze strony polskiej wsparcia, jednak w późniejszym okresie zdecydowano o rozpisaniu takiego konkursu. Do czasu powstania monumentu miejsce katastrofy upamiętniał symboliczny kamień, ustawiony przez stronę rosyjską krótko po katastrofie.

13 listopada 2010 roku z inicjatywy Stowarzyszenia Rodzin Katyń 2010, założonego przez część rodzin ofiar, na miejscu katastrofy ustawiono 5-metrowy krzyż, a do kamienia przymocowano marmurową tablicę z inskrypcją w języku polskim: 

Pamięci 96 Polaków na czele z prezydentem Rzeczypospolitej Polskiej Lechem Kaczyńskim, którzy 10 kwietnia 2010 r. zginęli w katastrofie lotniczej pod Smoleńskiem, w drodze na uroczystości upamiętnienia 70. rocznicy sowieckiej zbrodni ludobójstwa w Lesie Katyńskim dokonanej na jeńcach wojennych, na oficerach Wojska Polskiego w 1940 r.

9 kwietnia 2011 roku tablica została wymieniona przez stronę rosyjską na nową, z dwujęzycznym napisem w językach polskim i rosyjskim: 

Pamięci 96 Polaków na czele z prezydentem Rzeczypospolitej Polskiej Lechem Kaczyńskim, którzy zginęli w katastrofie lotniczej pod Smoleńskiem 10 kwietnia 2010 roku.

Decyzja o zmianie tablicy przez stronę rosyjską wzbudziła kontrowersje i została skrytykowana przez część rodzin ofiar katastrofy oraz rzecznika polskiego MSZ, który stwierdził, że zdaniem strony polskiej na pomniku, jaki miałby powstać w Smoleńsku, musi się znaleźć wzmianka, iż ofiary katastrofy udawały się do Katynia; oświadczył, że polskie MSZ nie było konsultowane w sprawie zmiany tablicy. Władze rosyjskie tłumaczyły zmianę tablicy tym, że poprzednia została zainstalowana bez uzgodnienia z władzami lokalnymi i centralnymi; zastrzeżenia dotyczyły też tego, że tekst był wyłącznie po polsku. Lokalne władze wielokrotnie zwracały uwagę na to, że nie odpowiada im forma i treść tablicy. Decyzję o zmianie tablicy podjął mer Smoleńska, Aleksandr Daniluk.